# The Kings’ Cross
The Kings' Cross (Кингз Кросс; англ. Перекресток Королей) — армянская рок-группа из Еревана. Один из самых ярких представителей пятого поколения армянского рока. Образовалась в 1997, однако костяк группы в разных составах играет вместе с начала 90-х.

## История

### Предыдущие составы
В начале 90-х, Генрих Карагёзян вместе с Айком Гёлчаняном, вдохновленные творчеством Битлз основали рок-группу. Вскоре у группы сформировался небольшой репертуар, в основном из классических песен Леннона и Маккартни. В октябре 1994-го группе предложили сыграть на одном из акустических концертов (Концерты при свечах), которые проходили по пятницам в Ереванском Доме Архитекторов. Здесь группа выступала практически еженедельно в течение последующих 2-х лет. В июне 1996 года Генрих и Айк собирают новый состав и работают над собственным материалом. Группа берет название IF, в состав возвращаются Сурен Саргсян и Корьюн Бобикян. Через некоторое время, из-за творческих разногласий, Айк, покидает группу, а место ритм-гитариста занимает Ашот Аракелян.

## The Kings' Cross
В начале 1998 года Ашот предлагает назвать группу King’s Cross, по аналогии с одноименным районом в Лондоне, где жил некоторое время. Генрих предлагает изменить написание на The Kings' Cross. Под этим названием группа выступает по сей день.
3 апреля 1998 в центре новейшего экспериментального искусства НПАК состоялся дебютный концерт групп The Kings' Cross и IF (новый состав Айка), основав тем самым новую (пятую) волну армянского рока.
4 июня того же года The Kings' Cross в студии Brevis в Доме Композиторов записывают две дебютные композиции (ранние песни Генриха «Madman’s Thoughts» и «The Pillows On The Grass»). Во время записи ребята дружатся со старшими коллегами из, на то время, лучшей армянской рок-группы Востан Айоц, так как бас-гитарист и барабанщик группы работали в студии звукорежиссёром и звукооператором соответственно. В середине декабря группа приступает к записи ещё двух песен «Chaos» и «The Slave». В начале 1999 года в Ереване открывается первый рок-клуб, где The Kings' Cross получают постоянный ангажемент. В марте здесь группа представляет свой дебютный мини-альбом A Cross From The Kings.

## Дискография
1999 — A Cross From The Kings